# Juvenil
Als juvenil (Adjektiv, als Substantiv: Juvenilität; von lateinisch iuvenis = ‚jugendlich‘) werden in der Biologie und der Medizin Kindheits- und Jugendstadien in der Entwicklung eines Organismus vor der Geschlechtsreife bezeichnet. Das Embryonalstadium geht dem Juvenilstadium voraus, dem das Adultstadium folgt, bevor dann ggf., im hohen Lebensalter, die senile Phase erreicht wird.
Kennzeichnend für den juvenilen Lebensabschnitt, der mit dem Erreichen der Geschlechtsreife endet, sind der Erwerb von Fähigkeiten sowie das spielerische Erforschen des Lebensraumes, in dem das Jungtier aufwächst (siehe auch: Spielverhalten der Tiere). Bei einigen Tierarten, wie Schildkröten, spielen Umweltbedingungen eine Rolle, da sie zunächst eine gewisse Größe bzw. Masse erreichen müssen, bevor sie sich fortpflanzen können.

## Ausprägung bei unterschiedlichen Tieren

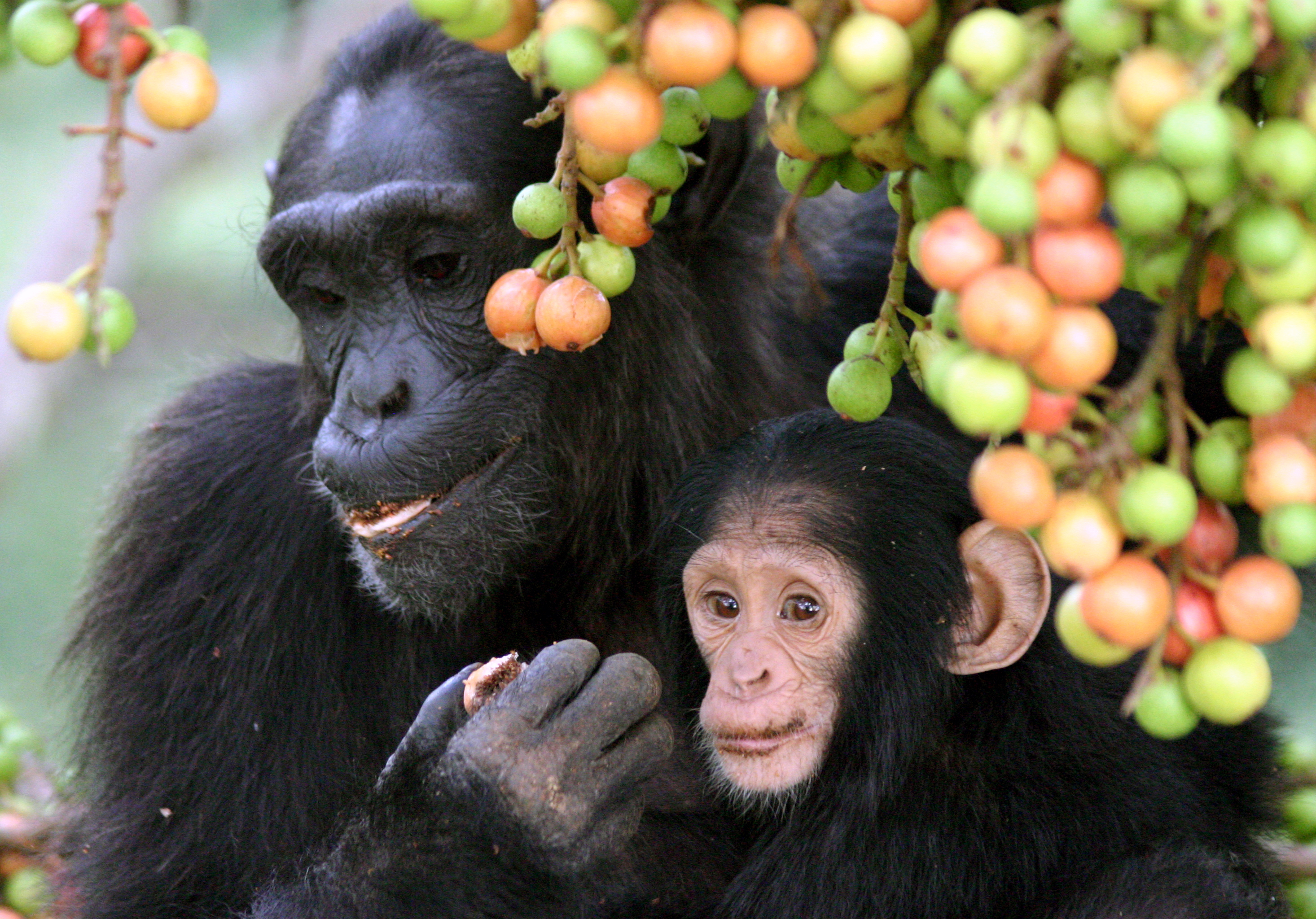
Lernen am Vorbild: Jungtiere erlernen unter anderem welche Nahrung sie gefahrlos zu sich nehmen können

### Säugetiere
Bei Säugetieren ist die juvenile Phase insbesondere aus Sicht der Verhaltensbiologie interessant, da sie dazu dient nicht angeborene Verhaltensweisen zu erlernen und einzuüben. Juvenile Schimpansen wurden beispielsweise beim Spielen mit Stöcken beobachtet, die von adulten Tieren sowohl als Werkzeug bei der Futtersuche als auch in Kämpfen zum Einsatz kamen. Anders als männliche Jungtiere kümmerten sich junge Weibchen fürsorglich um ausgewählte Äste, die sie ähnlich behandelten, wie Affenmütter ihre Babys. Dieses Verhalten verschwindet, sobald die Weibchen zum ersten Mal eigenen Nachwuchs haben.
Junge Wölfe, Füchse und Hunde, bezeichnet man, so lange sie gesäugt werden, als Welpen.

### Vögel
Bei Vögeln wird das Gefieder, das ein Vogel im juvenilen Stadium vom Ausfliegen bis zur ersten Mauser trägt, als Jugendkleid bezeichnet. Bis zum Erreichen des Adultstadiums können noch mehrere Zwischenschritte liegen; Vögel, die nicht mehr juvenil, aber auch noch nicht adult sind, bezeichnet man als immatur. Ein Beispiel für eine mehrjährige Jugendphase sind Silbermöwen, die als Jungtiere ein weiß-graubraun gesprenkeltes Gefieder tragen, welches sie nach und nach gegen das hellere Erwachsenengefieder austauschen.
Besonders bei Zugvögeln ist das Flüggewerden bzw. Erreichen der Flugfähigkeit ein entscheidender Schritt, der das Ende der juvenilen Phase ankündigt.
Fast ausgewachsene Jungtiere tragen oftmals eine erkennbar andere Zeichnung als die Altvögel. Zum Beispiel haben alle juvenilen Buntspechte einen roten Scheitel, während von den adulten Tieren nur die Männchen noch einen roten Fleck am Hinterkopf tragen.

### Fische
Je nach Art, ist bei Fischen nicht nur anhand der Größe, sondern auch durch eine veränderte Färbung sichtbar, ob es sich um ein adultes Tier oder ein Jungtier handelt. Ein Beispiel hierfür ist der sichtbare schwarze Fleck den juvenile Neon-Zwerglippfische in der Nähe des Brustflossenansatzes tragen. Er färbt sich rot, wenn das Tier geschlechtsreif wird.

### Gliederfüßer
Bei der Entwicklung von Insekten werden Larven und Nymphen als Juvenilstadien unterschieden. Aus Insekteneiern schlüpfen zunächst Larven (Juvenilstadien mit eigenen Larvalmerkmalen), die sich zu Nymphen (Juvenilstadien ohne eigene Merkmale) weiterentwickeln. Dazwischen liegen ebenfalls Häutungen. Die Entwicklung endet mit einer letzten Häutung zum adulten, geschlechtsreifen Imago. Periodische Zikaden haben einen der längsten Lebenszyklen in der Tierwelt. Bis die Tiere ausgewachsen sind, benötigen einige Singzikaden 17 Jahre, was sie zu den Insekten mit der längsten juvenilen Phase macht.

### Urmünder
Fadenwürmer (Nematoda), die artenreichste Klasse der Schlauchwürmer (Nemathelminthes), durchlaufen beispielsweise vier Juvenilstadien vor der Geschlechtsreife. Dazwischen findet jeweils eine Häutung statt.

## Arten mit besonders langer, juveniler Phase
Als Ende der Jugendzeit ist durch das Erreichen der Fortpflanzungsfähigkeit gekennzeichnet. Es gibt jedoch auch andere Parameter, wie z. B. der Abstand zwischen aufeinanderfolgenden Geburten. So pflanzen sich beispielsweise Orang-Utan-Weibchen nur alle 7 bis 9 Jahre fort, um ihrem einzigen Jungtier alles beizubringen, was es für ein selbstständiges Leben in der Wildnis wissen muss.
Bei der folgenden Liste handelt es sich um eine Auswahl:
- Afrikanische Elefanten werden vier Jahre gesäugt und werden im Alter zwischen 10 und 15 geschlechtsreif. Bullen sind erst zwischen 35 und 40 Jahren ausgewachsen.[11]
- Nilkrokodile können sich nach 12 und 15 Jahren fortpflanzen[12]
- Georgia-Gopherschildkröte schließen die juvenile Phase, abhängig von äußeren Umständen, im Alter von 9 bis 21 Jahren ab.[13]
- Zikaden der Gattung Magicicada;  17 Jahre[8]